# NINTENDO 64 コントローラ
NINTENDO 64 コントローラ（ニンテンドウろくじゅうよん コントローラ、型番: NUS-005）は、NINTENDO 64本体の標準的なゲームコントローラである。任天堂が製造・発売し、日本では1996年6月23日、北米では1996年9月29日、欧州では1997年3月1日に本体と同時に登場した。スーパーファミコン コントローラの後継機として、「M字型」のデザイン、10個のボタン、コントロールスティック、および十字キーを搭載している。

## デザイン

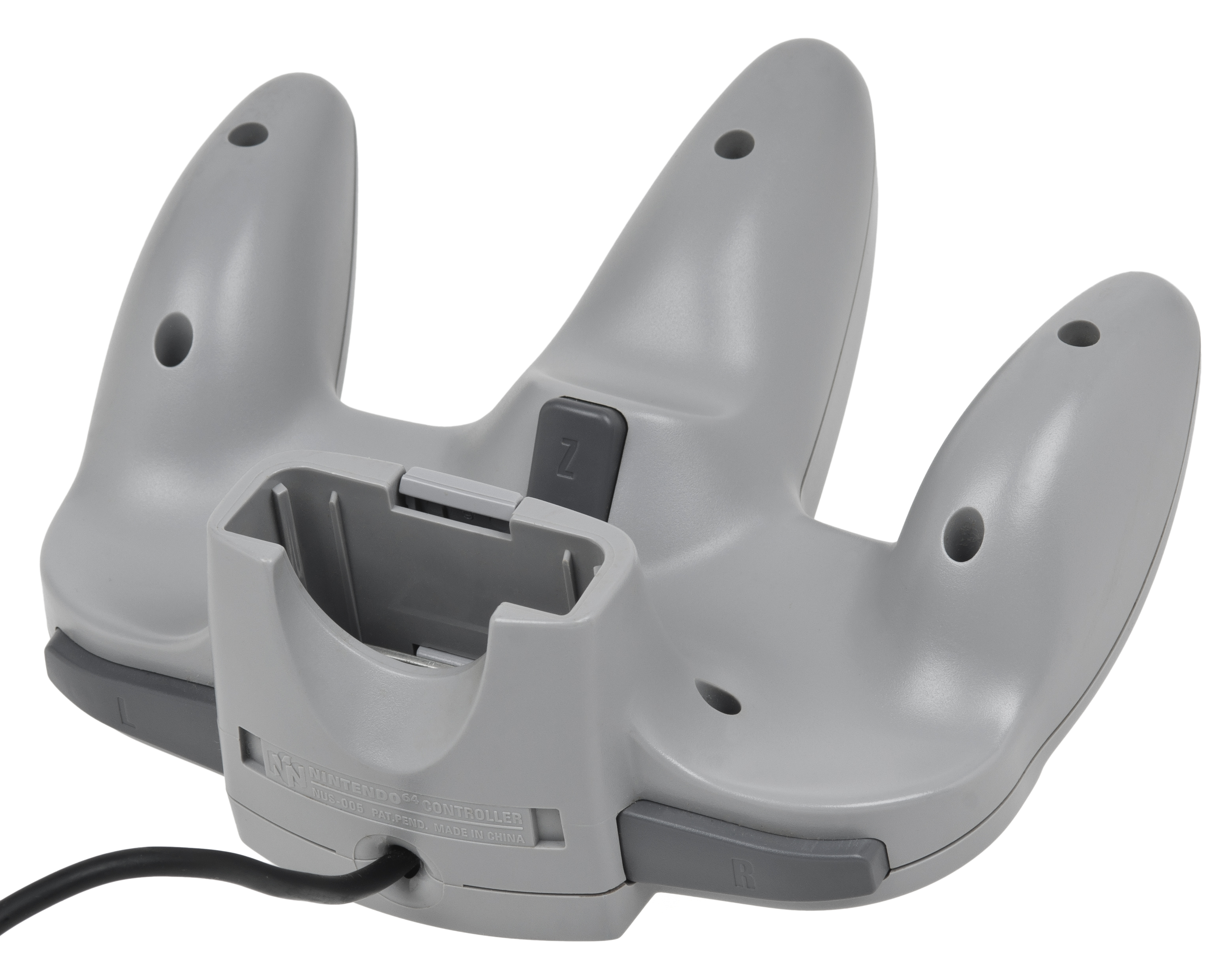
NINTENDO 64 コントローラの背面。Zトリガー、ショルダーボタンが見える

このコントローラは、任天堂統合開発本部によって設計され、従来のゲームコントローラから脱却する新しいアイデアを試すよう指示されていた。最初のビジュアルデザインは粘土で作られた模型として試作され、設計段階の前後にわたって広範なテストグループ調査が行われた:12。最終的に、NINTENDO 64 コントローラデザインは、宮本茂による『スーパーマリオ64』のゲームプレイメカニクスと並行して固められた。宮本は『スーパーマリオ64』を開発する際にコントローラをテストしたが、コントローラはこのゲーム専用に設計されたわけではなく、それでも移動などのメカニクスには影響を与えた。
Nintendo of Americaのデザイナーであるランス・バーは、設計調査において「ほとんどのゲームでは、ジャンプやシューティング、加速やブレーキなど、主要な操作に使用されるボタンは数個であることが判明した。そのため、新しいコントローラではAボタンとBボタンを最もアクセスしやすい位置に配置し、他のボタンよりも大きくした」と述べている:12。

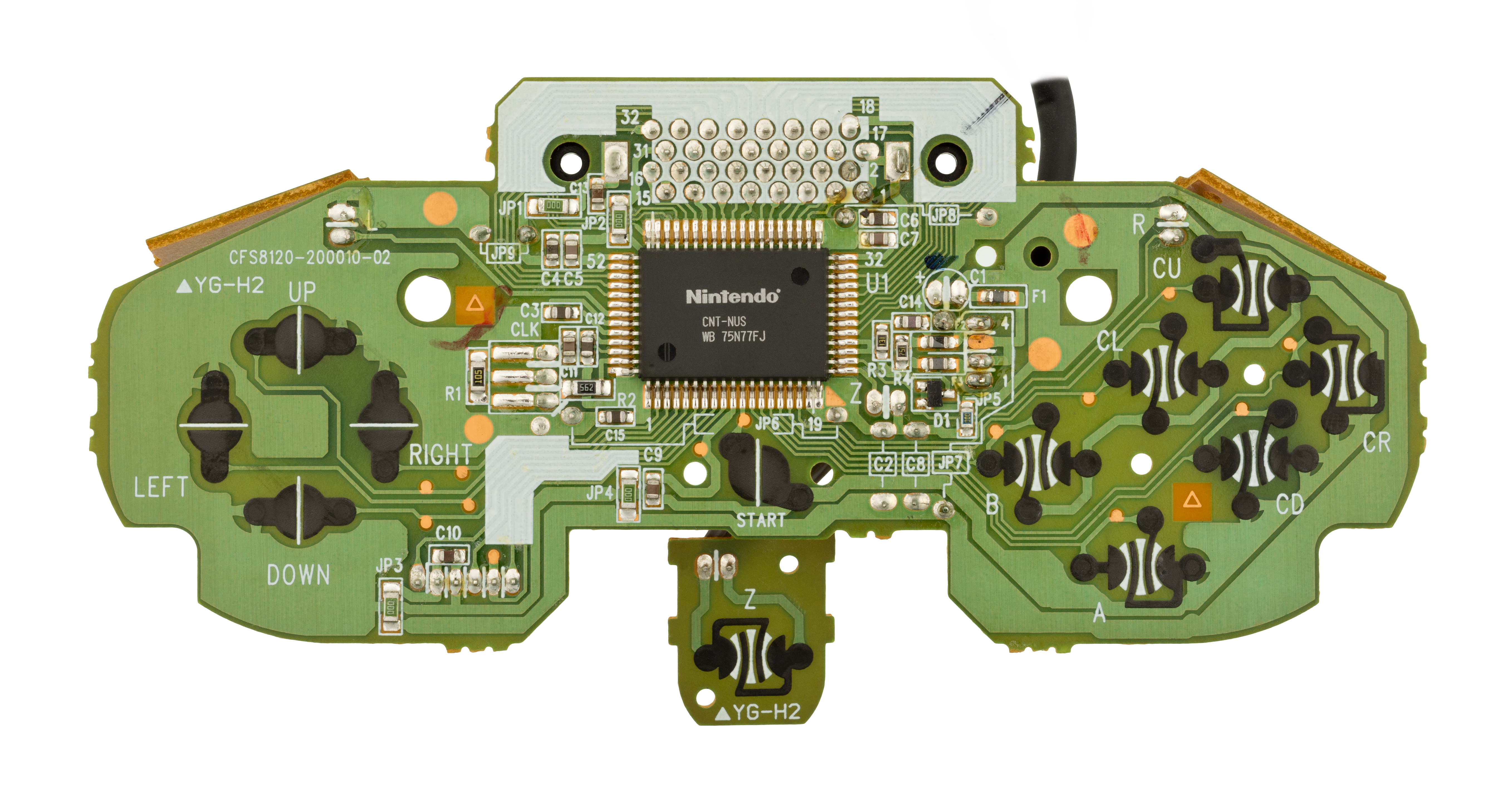
NINTENDO 64 コントローラのマザーボード

このコントローラには上部に4つの「Cボタンユニット」があり、当初は三次元ゲーム環境でカメラを操作するために設計されていた。パッドには他に3つのフェイスボタンしかないため、Cボタンは代替機能にも割り当てられることがある。例えば、『ゼルダの伝説 時のオカリナ』では上部のCボタンは主観視点へのカメラ切りかえ機能であるが、サポートキャラクターのナビィを呼び出すためにも使用されており、左・下・右の3つのCボタンはサブアイテムの使用に割り当てられている。また、代わりにZトリガーが敵へのロックオンやカメラをプレイヤーの背後に固定するために使用されている。

### 3Dスティック
NINTENDO 64 コントローラは、アナログスティック技術を主要機能として取り入れた初期のゲームコントローラの一つであり、移動やカメラ操作など、より広範な機能を提供することを目的としていた。このスティックは十字キーの8方向に対し、360の独立した方向を検出するよう設計されており、NINTENDO 64のゲームが360°の動きをより正確に再現できる可能性を提供している。本機のスティックは公式には「3D（サンディ）スティック」と呼称されている。
NINTENDO 64以前のアナログジョイスティックには、Atari 5200やセガのアーケードシステム、セガサターン用のアナログミッションスティック（1995年）、およびソニーのPlayStation Analog Joystick（1996年）が含まれる。NINTENDO 64 コントローラはこれらの先行製品と区別され、アナログサムスティックを採用しており、この形式は1989年にサードパーティメーカーDempaが設計したメガドライブ用XE-1 APに次ぐものであった。NINTENDO 64 コントローラはセガサターン用3Dパッドと同時期に発売され、その後第5世代ゲーム機時代にはソニーのアナログコントローラおよびDUALSHOCKコントローラが続いた。
この3Dスティックは、ボールマウスと同様に位置を測定するために一対の光学エンコーディングディスクを使用している。光学エンコーディングディスクはアナログスティックの位置変化を相対的にしかシステムに伝えないため、システムは電源投入時にスティックが中心にあると仮定し、そこから相対的な動きを追跡する。もし同期がずれたり、電源投入時にスティックが中心になかった場合、LトリガーボタンとRトリガーボタンを同時に押しながらスタートボタンを押す（または正しい中立位置でコンソールをリセットする）ことで中心位置をリセットできる。

### キャリブレーション
NINTENDO 64の電源を入れると、各コントローラの3Dスティックは自動的にキャリブレーションされ、現在の位置が中心位置として記録される。この機能は、NINTENDO 64の電源を入れた際に3Dスティックに手が触れていないことを前提としている。また、NINTENDO 64の電源が入った状態でも、L+R+STARTを押すことで現在の3Dスティックの位置を中心位置として再キャリブレーションすることが可能である。

### 手の配置

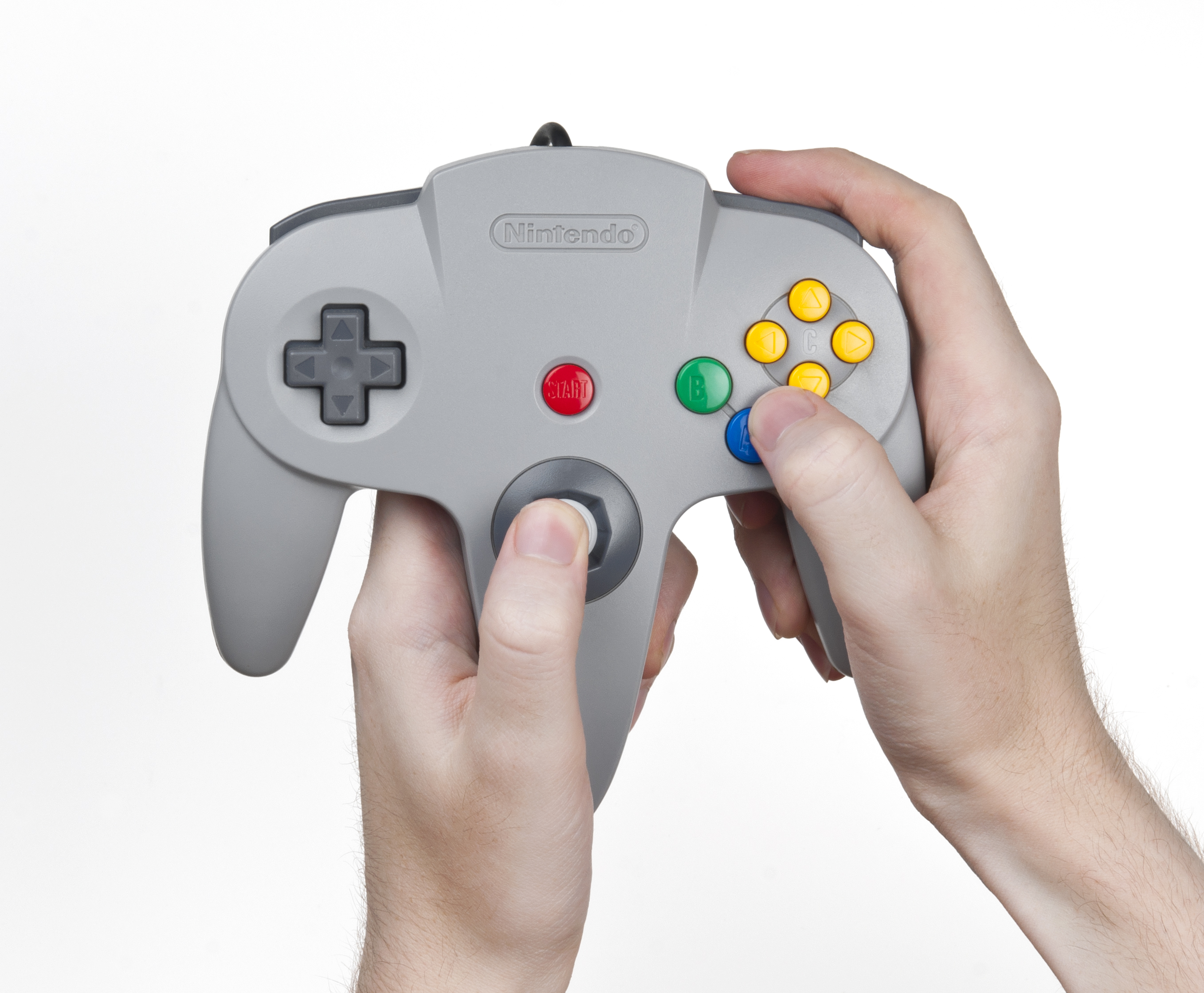
プレイヤーがコントローラを持つ方法の一例（任天堂による呼称はライトポジション）

コントローラは3つの異なる持ち方を想定して設計されている。まず、外側2つのグリップを持つことで、十字キー、右側のフェイスボタン、LおよびRトリガーボタンを使用できる（ただしZトリガーや3Dスティックは使用できない）。このスタイルは公式には「ファミコンポジション」と称されており、スーパーファミコンコントローラの配置を模倣し、2Dゲームでのプレイを最適化するために意図された。
次に、中央と右側のグリップを持つことで、3Dスティック、右側ボタン、Rトリガーボタン、および背面のZトリガーを使用できる（ただしLトリガーボタンや十字キーは使用できない）。このスタイルは公式には「ライトポジション」と称されており、3Dゲーム向けに設計されている。最後に、中央と左側のグリップを持つことで、十字キー、Lトリガー、3Dスティック、およびZトリガーの組み合わせが使用可能であり、『ゴールデンアイ 007』などで実装されている。このスタイルは公式には「レフトポジション」と称されている。
さらに、このコントローラはそのような使い方を想定して設計されてはいないが、一つずつコントローラを両手で持ち、それぞれの親指で3Dスティックを操作し、人差し指でZトリガーを押すことで、一部のファーストパーソン・シューティングゲーム（例：『パーフェクトダーク』）でデュアルアナログ操作が可能になる。このほか、『モータルコンバット トリロジー』などでは3Dスティックと十字キーが互換性があり、『Tetrisphere』や『星のカービィ64』などごく少数のゲームでは十字キーのみが使用される。
このデザインには賛否両論があり、一度にすべての機能（十字キー、Lトリガー、3Dスティック、Zトリガー）を使用することが難しいため、多くの場合プレイヤーは手の位置を変更する必要がある。ただし、一部のプレイヤーは外側グリップを持ちながら、人差し指でRとLトリガー、中指でZトリガー、右親指で右側ボタン、左親指で十字キーおよび（伸ばして）3Dスティックを操作する方法で切り替えなしに使用することも可能だと気づいた。
競合するPlayStation用にソニーが発売したアナログコントローラおよびDUALSHOCKコントローラでは、元々の2ハンドルデザインを維持しながらアナログスティックをDパッドおよびフェイスボタンより下部かつ内側に配置し、手放さずに素早く切り替えられるようになっていた。このレイアウトは後に任天堂自身もゲームキューブコントローラで採用したが、アナログスティック十字キーの位置が入れ替わっている。このレイアウトはゲームパッドデザインにおいて主流となり、その時点で左アナログスティックはすべてのコンソールで3Dゲームにおける主要な移動操作として普遍的に受け入れられるようになった。
また、『Robotron 64』では1人のプレイヤーが2つのコントローラを使ってアバターを操作できる。この方法では前作『ロボトロン2084』と同様のプレイ感覚が得られる。『スター・ウォーズ エピソード1 レーサー』、『ゴールデンアイ 007』、『パーフェクトダーク』でも、この設定による標準的な1台操作とは異なるゲーム体験が提供されている。

## アクセサリー

### コントローラパック
コントローラパックは任天堂の外部メモリーカードであり、PlayStationや他のCD-ROMコンソールで使用されるものと似ている。NINTENDO 64のカートリッジはバッテリーバックアップメモリを備えているが、対応ゲームではコントローラパックを使用することでセーブデータをカートリッジとは別に保存できる。これにより、異なるゲームコピーでセーブデータを共有したり、カートリッジのバッテリーバックアップメモリに収まりきらないデータ（例：『マリオカート64』のゴーストデータ）を保存することが可能になる。他のコンソールメーカーがメモリーカードを本体に直接接続する方式を採用したのに対し、任天堂はコントローラに差し込む方式を採用した。これにより、プレイヤーが自分のコントローラとメモリーカードを持ち運び、他のNINTENDO 64所有者と一緒にプレイするシナリオを想定していた。このような状況では、コントローラにカートリッジポートがあることで、各プレイヤーが独自のゲーム設定やコントローラ設定を使用しながら同時に同じシステムでプレイできる。

### 振動パック
オリジナルの振動パックはNINTENDO 64のコントローラ用に設計され、1997年4月に『スターフォックス64』の発売と同時にリリースされた。このデバイスは2本の単4形乾電池を必要とし、ゲームプレイ中に触覚フィードバックを提供することで、より没入感のある体験を目指している。振動パックはコントローラのメモリーカードスロットに挿入して使用し、このためコントローラパックと同時使用はできない。セーブポイントごとにコントローラパックの挿入が求められる仕様になっている。

### 64GBパック
64GBパックはNINTENDO 64 コントローラの拡張ポートに差し込むことができるデバイスであり、ゲームボーイまたはゲームボーイカラー用カートリッジスロットを備えている。対応するゲームカートリッジを挿入すると、ゲームボーイおよびゲームボーイカラーのゲームと対応するNINTENDO 64タイトル間で接続性が提供される。このデバイスは当初、『ポケモンスタジアム』および『ポケモンスタジアム2』とのバンドルとして販売され、世界中で約20タイトルに対応していた。そのうち、日本国外で発売されたものはわずか6タイトルのみだった。

## バリエーション

### 純正品
コントローラは最初、グレー、ブラック、レッド、グリーン、イエロー、ブルーの6色で発売された。日本において、別売のコントローラは「コントローラ ブロス」の商品名で販売された。その後、多くの色が追加され、一部は同じ色やデザインの本体と同時に発売されたものもある。これらには、スモークブラック、ウォーターメロンレッド、ジャングルグリーン、ファイアオレンジ、アイスブルー、グレープパープルなどの透明色や、ゴールド、アトミックパープル、エクストリームグリーン、「ドンキーコング64」バナナバンチイエロー、「ポケモン」ブルー＆イエロー、「ミレニアム2000」プラチナなどの特別版が含まれる。日本において「コントローラ ブロス」は先述の6色に加え、ブラック＆グレー、クリアブルー、クリアレッド、ピカチュウバージョン ブルー＆イエロー、ピカチュウバージョン オレンジ＆イエローの全11種類が展開された。
プレイヤーたちはしばしばコントローラを分解してシェルの上部と下部を入れ替え、自分だけのツートーンカラーコントローラを作成していた。

### サードパーティ
いくつかのサードパーティメーカーは、デュアルアナログやデュアルショックに似たレイアウトを持つNINTENDO 64 コントローラを製造していた。例として、MakoPadやHori Miniが挙げられる。光学エンコーディングディスクはほとんどがデジタルであり、非常に正確な相対的動きを提供するが、サードパーティ製のコントローラやジョイスティックは、より安価なポテンショメータを使用することが多かった。

### LodgeNetバリアント

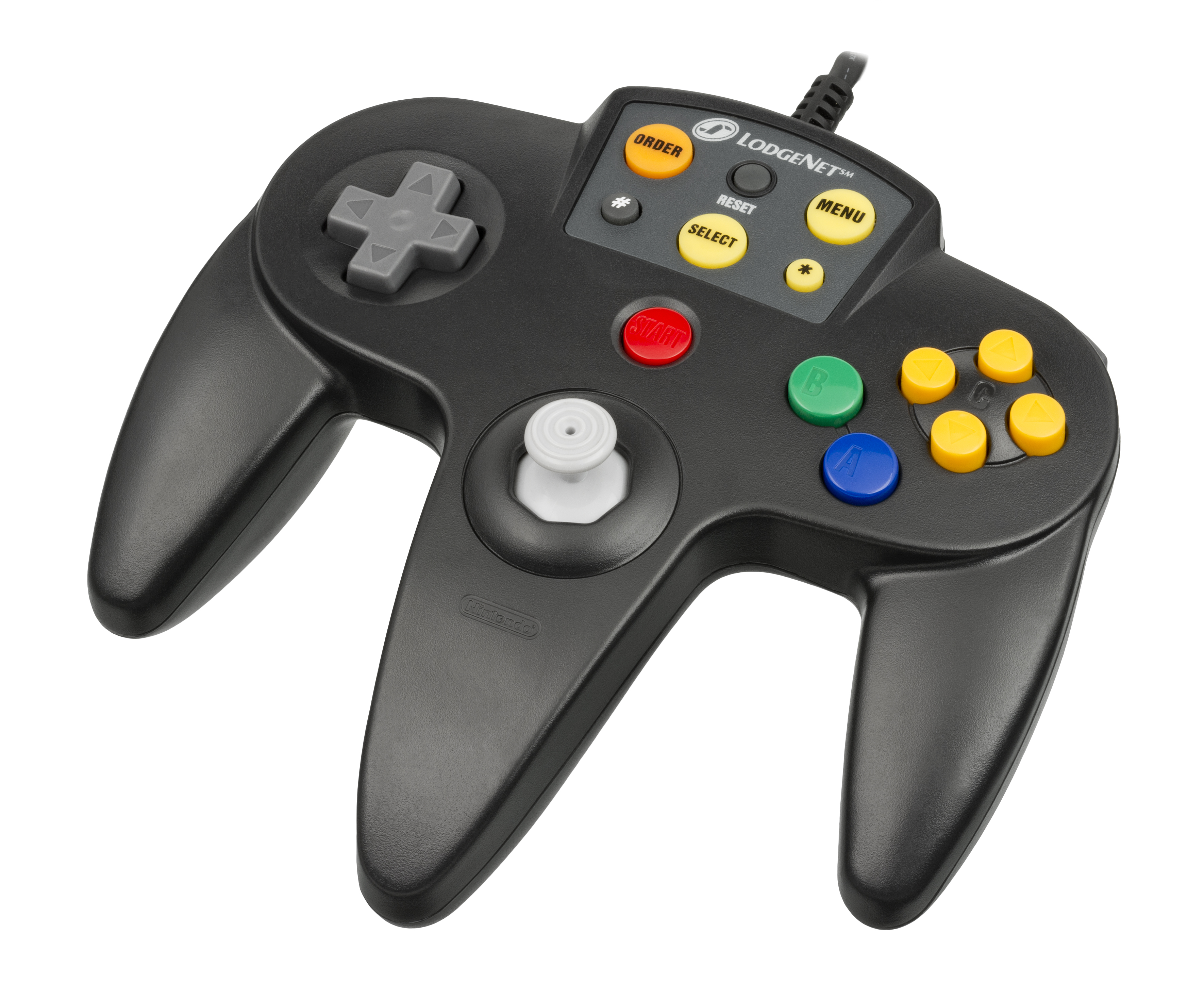
LodgeNet用NINTENDO 64 コントローラ

1999年、LodgeNetと任天堂は、アメリカ国内のさまざまなホテル向けにゲームプレイサービスと専用コントローラをリリースした。このコントローラは改良されたゲームキューブ風のアナログスティックとLodgeNet TV用操作ボタンを備えた、やや改造されたNINTENDO 64 コントローラである。ホテルのテレビに接続し、通常のNINTENDO 64本体とは互換性がない。このコントローラはテレビのセカンダリリモコンとして機能し、十字キーの上下でチャンネルを変更できるほか、LodgeNetサービスで提供されるNINTENDO 64ゲームの操作にも使用される。
顧客は多数のNINTENDO 64ゲームライブラリから選択可能で、大半が任天堂純正タイトルを含む。料金は60分ごとに6.95ドルでプレイできた。

### Nintendo Switch用
2021年10月、任天堂はNintendo Switchに対応した「NINTENDO 64 コントローラー」を発売した。本コントローラは、同時に発表されたNintendo Switch Onlineの追加プラン「+追加パック」とともにリリースされた。このプランでは、NINTENDO 64のゲームカタログにアクセスできるようになる。もとのコントローラと比較し、ワイヤレス機能の追加や振動パックを必要とせずに振動機能を内蔵するなど、デザインにいくつかの変更が加えられている。
また、このSwitch版のコントローラには、新たにHOMEボタンやキャプチャーボタンが追加されており、NINTENDO 64にはなかったSwitch独自の機能にも対応している。

## 評価
任天堂の公式雑誌『Nintendo Power』は、このコントローラをレビューした。同誌は「スーパーファミコンのコントローラより少し幅広だが、とても快適で、操作要素の配置が非常に優れている。大きな手でも小さな手でも簡単に操作できた」と述べた:12。『Electronic Gaming Monthly』はコントローラの概要で「総じて、任天堂はこれまで見た中で最も先進的で使いやすいコントローラを作った。我々が想定できるあらゆる状況に対応する十分なボタン数を備え、非常に多用途だ」とコメントした。『GamePro』の概要では「N64の三つ持ち手のコントローラは奇妙に見えるかもしれないが、使い心地は素晴らしい」と述べられている。  
サードパーティーの開発者たちもこのコントローラに対して熱意を示したとされる。デイヴィッド・ペリーはこれを「任天堂が狙った大きな特別な一手」と呼び、ジェズ・サンは「スティックは見た目が独特だが、操作感が良く、しっかりしていて感度も高い」と述べた。  
日本でのNINTENDO 64発売時には、コントローラ ブロスの在庫が売り切れた。ローンチタイトル3本はいずれも1人用にもかかわらずである。北米でも同様の結果が見られ、マルチプレイヤー対応ゲームがほとんどないにもかかわらず、小売業者はコントローラの販売数が非常に多かったと報告した。  

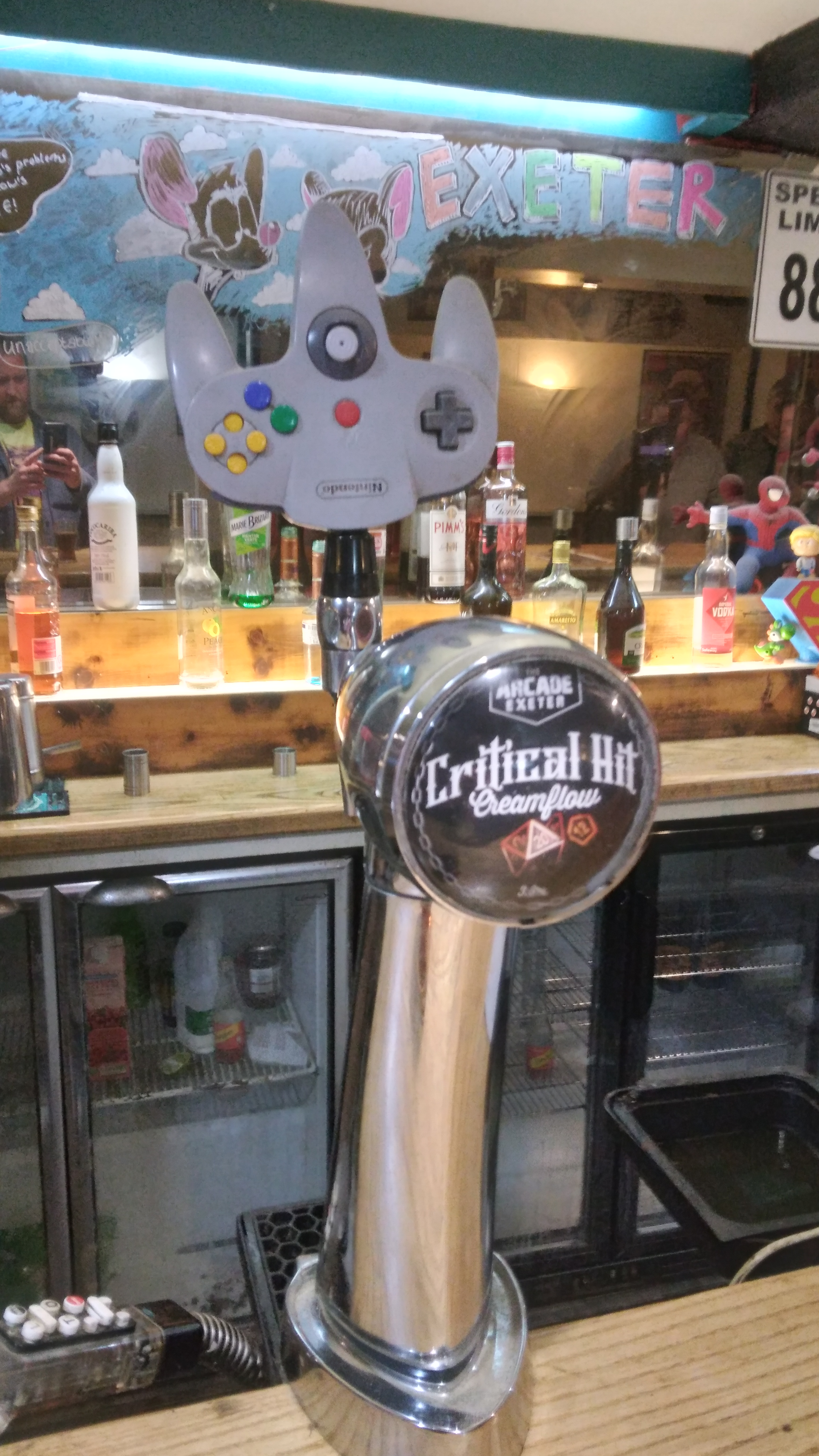
イングランド・エクセターのビデオゲームをテーマにしたバーで、ハンドポンプの取っ手として使われているコントローラ

その設計や使いやすさについて多くのレビュアーから称賛を受けた一方で、このコントローラにはユーザーにとって不利となる機械的な問題もあった。3Dスティックを過剰に使用すると緩くなり、操作性が低下することや、1998年発売の『マリオパーティ』をプレイする際に3Dスティックを激しく回転させることで、一部のプレイヤーが手に摩擦による怪我を負ったと報告された。この問題についてニューヨーク州司法長官との和解の結果、任天堂は怪我防止用グローブを提供した。2000年第1四半期において、ゲーム発売から1年以内に100万本以上売れた中で、任天堂には約90件の苦情が寄せられたが、そのどれも深刻なものではなかったと報告されている。イギリスの『N64 Magazine』編集者のティム・ウィーバーは、自身のスタッフにはコントローラに関する問題が全くなかったとし、この調査全体について「ばかげている」「アメリカでしか起こり得ないことだ」と述べた。しかし、マリオパーティのミニゲーム「ビカビカじかはつでん」や「つなひきデンジャラス」などでは特に水ぶくれなどの怪我が一般的だった。その後、一部のサードパーティ製コントローラではこれらの問題を解消するため、ゴム製アナログスティックや内部構造にスチールを使用する設計が採用された。このような改良型コントローラは主にやり込みプレイヤーやレトロゲーム愛好家によって使用されている。